# Hanov Bulat Alfredovici
Hanov Bulat Alfredovici (n. 11 iunie 1991, Kazan, RSFS Rusă, URSS) este un scriitor rus și critic literar câștigător al premiilor Lyceum (2018) și Star Ticket (2018).    

## Biografie
A absolvit Universitatea de stat din Kazan  în 2013 cu o diplomă în „filologie. Limba și literatura rusă în comunicarea internațională ”. În 2016 și-a susținut teza de doctorat pe tema „Discursul sovietic în proza rusă modernă”. A lucrat ca profesor de limba și literatura rusă în școala secundară. Publicat în revistele „Prietenia popoarelor” și „Octombrie”, în edițiile online „Literatura” și „Textura”.
În 2018, Khanov a devenit laureat al premiilor Lyceum, unde a ocupat locul 3 la categoria Proză, și Star Ticket.
În 2019, editura „Eksmo” a publicat romanul „Anger” al lui Khanov. Pe lângă textul romanului, publicația conține un articol însoțitor al criticului literar Valeria Pustova.

Într-un interviu acordat ziarului Realnoe Vremya, autorul a comentat textul său:
Cred că efectul întunecat [al lecturii] provine din intonația romanului. Eu însumi încerc să evit dramatizarea. O viziune deprimantă asupra realității nu este mai puțin dureroasă decât compararea vieții cu gumele Skittles și îndemnul de a gusta curcubeul. Nu are niciun sens în toate acestea, deoarece nu ne aduce mai aproape de înțelegerea proceselor în care suntem implicați.
În 2019, povestea lui Khanov „Hugo” a fost inclusă în colecția de povești „Piața păsărilor”, care a inclus și texte de Evgheny Vodolazkin, Alexey Salnikov, Narine Abgaryan, Dmitry Vodennikov și alți scriitori. În același an, a fost publicat romanul „Variabile”, care a fost inclus în lista scurtă a premiului „Bestseller național”.
În 2020, a fost publicat romanul Divertisment pentru păsări cu aripi tăiate. În același an, revista Znamya a publicat povestea lui Khanov „Când lumina umple totul”, dedicată senzaționalului caz „Rețea”.

## Critică
În prefața colecției „Liceul 2018. Ediția a doua”, care a ieșit în urma premierii cu același nume, criticul literar Lev Danilkin numește povestea „Distimia” de Bulat Khanov plină de viață și plină de spirit. El observă că opera este o satiră rea și puternică asupra societății, „care, după ce a primit relativă libertate politică, prin inerție simte nevoia de îndrumare mentală”.
Recenzent de carte, traducătorul Mikhail Vizel într-o coloană de pe site-ul web al „Rossiyskaya Gazeta” a menționat că Khanov în romanul „Furia” a reușit să creeze un portret sumbru al generației sale.

În articolul „Happy Hater”, criticul literar Valeria Pustovaya acordă atenție subiectului inteligenței ruse, dezvăluit în lucrare:
Această problemă se află în Rusia de trei secole - modul în care clasa educată supraviețuiește și pentru ceea ce trăiește. Și cuvântul „inteligență” a fost anulat ca fiind depășit la fiecare schimbare de putere. Și totuși, acest complot se îngrijorează: eroul inteligent este un prilej de a vorbi despre idealuri și principii, despre ceea ce este semnificativ și necesar, despre cereri justificate ridicate pentru el și pentru oameni - din punctul de vedere în care oricine poate înțelege un intelectual. 
Autorul recenziei de cărți de pe portalul Gorky atinge aceeași întrebare. Potrivit observatorului, în romanul lui Khanov există dorința de a închide subiectul intelectualității în luptă.
Criticul Olga Bugoslavskaya notează că eroul romanului „Furia” cade din mediul înconjurător datorită superiorității intelectuale și spirituale și îl compară, de asemenea, cu Chatsky, eroul comediei lui Alexander Griboyedov [19].